# Charterhouse School

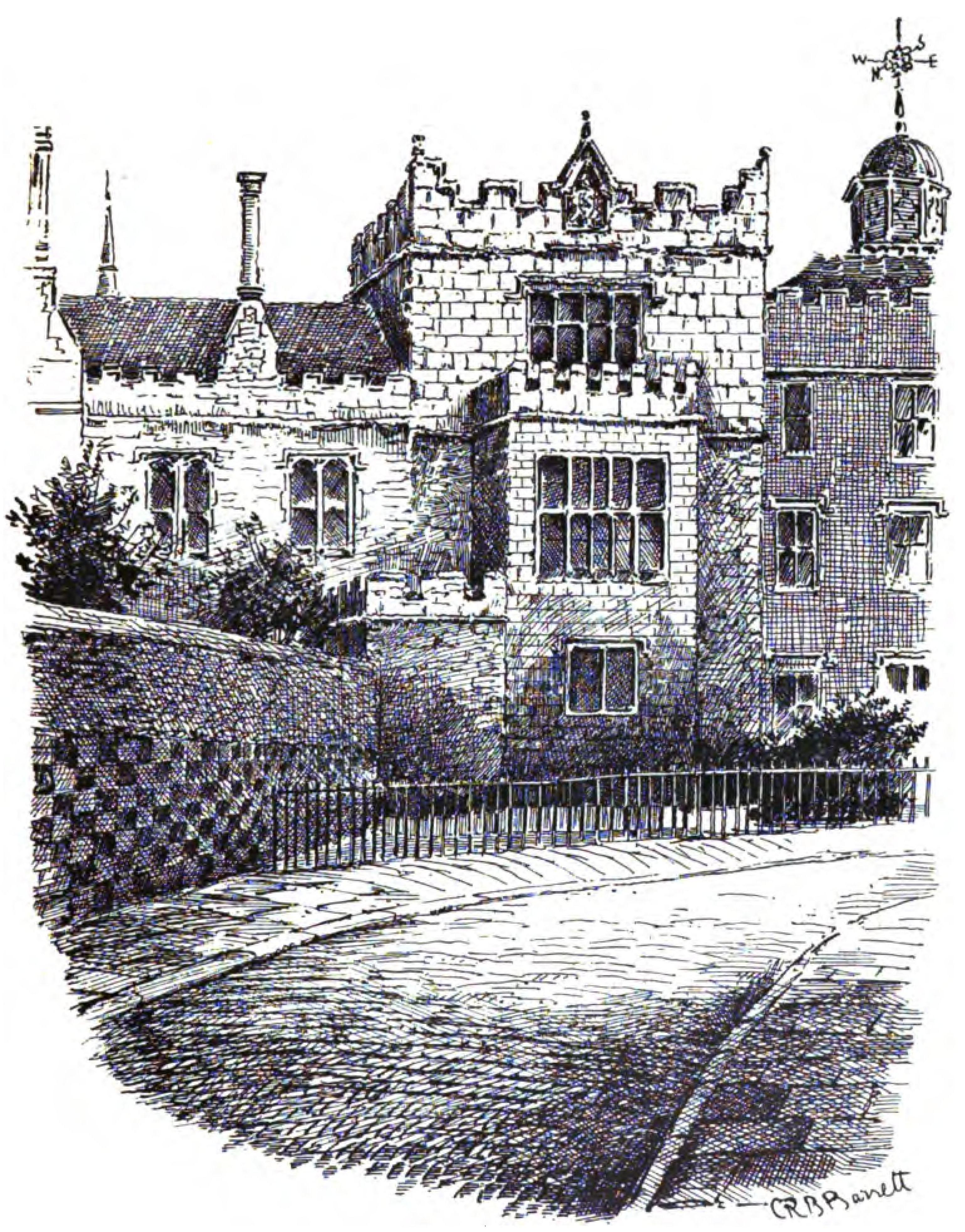
Master's Lodge, un dels edificis originals de la primera Charterhouse School (a Londres). Gravat de Charles Raymond Booth Barrett.

La Charterhouse School, originalment anomenada The Hospital of King James and Thomas Sutton in London Charterhouse i coneguda senzillament com a Charterhouse és una public school (un tipus d'escola privada britànica) situada entre Hurtmore i Godalming al comtat de Surrey, al sud-est d'Anglaterra. Aquesta escola és una de les nou institucions educatives privades més prestigioses que figuren a la Public Schools Act de 1868. El seu nom (anglès: "Escola de la Cartoixa") prové de la fundació l'any 1611 per part de Thomas Sutton d'una escola precursora al barri de Smithfield (Londres) on hi havia hagut un monestir cartoixà. Els seus alumnes encara avui en dia són coneguts amb el nom de Carthusians, cartoixans. La Charterhouse va començar a acceptar noies entre els seus estudiants a partir de 1970.